# Peter Pokorn
Peter Pokorn, slovenski arhitekt in fotograf, * 26. junij 1939, Škofja Loka, † 26. julij 2016.

## Življenje in delo
Med drugo svetovno vojno je bil z družino izseljen v Srbijo. Po vrnitvi je začel obiskovati osnovno šolo v Škofji Loki, kjer je leta 1958 končal gimnazijo, po končanem študiju arhitekture v Ljubljani pa se je zaposlil na Občini Škofja Loka. Po zamenjavi službe je bil deset let projektant in oblikovalec embalaže v podjetju EGP. Upokojil se je leta 1996.
Bil je ustanovitelj in dolgoletni predsednik foto kluba Anton Ažbe Škofja Loka, 1996 pa je bil za pet let izvoljen za predsednika Fotografske zveze Slovenije. Že med študijem je začel z zbiranjem etnografskega gradiva. Ustavaril je fotografsko zbirko kulturne dediščine. Samostojne tematske razstave je imel po vsej Sloveniji in v Belgiji, Italiji, Avstriji, Turčiji, na Češkem in Japonskem. Leta 2013 je v sodelovanju z Občino Škofja Loka izšla njegova fotografska monografija z naslovom Svetloba in čas. Bil je dolgoletni član in odbornik Muzejskega društva Škofja Loka, ki ga je kot podpredsednik od aprila do oktobra 2007 (po odstopu izvoljenega predsednika) tudi vodil.
Z njegovi fotografijami so opremljene knjige, katalogi in druge publikacije. Za svoje delo je prejel več nagrad. Bil je mojster fotografije Fotografske zveze Slovenije, ki mu je za zasluge podelila Puharjevo nagrado za življenjsko delo, Mednarodna fotografska zveza pa najvišje priznanje HonEFIAP (Honoraire Excellece FIAP). Leta 2009 je prejel zlati grb Občine Škofja Loka.